# Leyland Motors
Leyland Motors Limited (senere også kendt som Leyland Motor Corporation) var en engelsk producent af lastbiler, busser og trolleybusser. Selskabet påbegyndte produktion af personbiler i 1960, da selskabet købte Triumph Motor Company og udvidede engagementet i personbilsmarkedet i 1967 gennem opkøb af Rover. Selskabet fusionerede i 1968 med British Motor Holdings og blev herefter til British Leyland Motor Corporation.
British Leyland blev siden afviklet og kun et fåtal af de oprindelige af BL-mærker fremstilles i dag; ingen af dem under britisk ejerskab. Lastbilsaktiviteterne er dog nogenlunde intakt som Leyland Trucks, der i dag er et datterselskab af den amerikanske lastbilproducent Paccar.

## Historie
Leyland Motors' historie går tilbage til 1896, da familierne Sumner og Spurrier grundlagde Lancashire Steam Motor Company i byen Leyland i det nordvestlige England. Virksomhedens første produkt var dampdrevne plæneklippere. Virksomheden fremstillede herefter forskellige dampdrevne køretøjer. Første benzindrevne køretøj blev fremstillet i 1905. I 1907 overtog virksomheden 'Coulthards of Preston', og skiftede i den forbindelse navn til Leyland Motors.
Leyland Motors påbegyndte produktion af personbiler og fremstillede i 1920 en luksusbil, Leyland Eight. Udover Leyland Eight fremstillede Leyland Motors på fabrikken i Kingston upon Thames fra 1922 til 1928 også en simpel og billig bil, Trojan, der konkurrerede med Ford T.
Ved udbruddet af 2. verdenskrig omlagde Leyland Motors som de øvrige britiske bil- og køretøjproducenter produktionen til fremstilling af krigsmateriel og køretøjer til brug for hæren. Leyland Motors fremstillede under krigen bl.a. kampvognen Cromwell og lastbilerne Hippo og Retriever. Efter krigen fremstillede Leyland tanken Centurion.
Efter afslutningen af 2. verdenskrig foretog Leyland Motors en række virksomhedsopkøb og indgik en række partnerskaber med andre virksomheder om produktion af busser og lastbiler. Af større akkvisitioner/samarbejder var:
- 1946: Samarbejde med Associated Equipment Company (AEC) om produktion af trolleybuser.[4]
- 1951: Opkøb af skotske Albion Motors
- 1953: Samarbejde med Dansk Automobil Byggeri (DAB) om produktion af busser i Randers, senere i 1970'erne erhvervet aktiemajoriteten i selskabet
- 1955: Opkøb af Scammell, der producerede lastbiler til militæret
- 1955: Etablering af produktion af lastbiler, busser, varevogne på licensbasis i Madras (i dag Chennai) i Indien på en ny fabrik. Produkterne solgt som Ashok Leyland.

I 1961 erhvervede Leyland Standard-Triumph International, der producerede personbiler under mærkerne Standard og Triumph. I 1966 blev personbilproduktionen udvidet med købet af The Rover Company, der udover personbiler tillige fremstillede flymotorer m.v. Sideløbende med satsningen på personbilmarkedet udvidede Leyland også produktionen af lastbiler og busser med opkøb og samarbeder med andre producenter.
I slutningen af 1960'erne opstod hos den daværende labour-regering under Harold Wilson et stærkt politisk ønske om konsolidering af den britiske bilindustri. Teknologiminister Tony Benn pressede på for at gennemføre sammenlægninger i bilindustrien og Leyland Motor Corporation fusionerede herefter i 1968 med British Motor Holdings, der bl.a. fremstillede Austin, Morris og MG. Det fusionerede selskab, British Leyland Motor Corporation (BLMC), blev herefter den største bilproducent i Storbritannien.
British Leyland Motor Corporation måtte imidlertid kæmpe med en række udfordringer lige fra fusionen og op igennem 1970'erne, hvor selskabet i 1975 gik konkurs, og virksomheden nationaliseret. Det nye British Leyland (BL) blev opdelt i fire divisioner, hvor bus og lastbilproduktionen blev placeret i Leyland Truck & Bus. Som de øvrige divisioner i BL havde lastbil- og busproduktionen en række alvorlige udfordringer. I 1986 havde BL afhændet og afviklet en del af sine personbilmærker og skiftede navn til Rover Group. Det tilbageværende Leyland Truck & Bus blev hårdt ramt, da GM samme år lukkede Bedford Vehicles' fabrik, da Leyland havde forventet at afsætte bl.a. aksler og andre komponenter til Bedfords produktion.
Busproduktionen blev i 1986 afhændet som led i et management buyout, og blev kort efter i 1986 overtaget af Volvo, der afviklede det meste af produktprogrammet. Den tilbageværende lastbilsproduktion blev i 1987 fusioneret ind i den nederlandske producent DAF Trucks og herefter børsnoteret i Nederlandene. Det fusionerede selskab gik konkurs i 1993. Fabrikkerne og rettighederne til navnene DAF Trucks og Leyland Trucks blev købt ud af konkursboet, og i 1996 og 1998 videresolgt til den amerikanske lastbilsproducent Paccar. Paccar fremstiller fortsat (pr. 2019) lastbiler på fabrikken i Leyland i England. Pr. 2019 var ansat ca. 1.100 personer på den engelske fabrik, der samler ca. 14.000 lastbiler årligt, der i Storbritannien sælges under Leyland-navnet og i resten af Europa som DAF.